# Micrargus
Micrargus is een geslacht van spinnen uit de familie hangmatspinnen (Linyphiidae).

## Soorten
De volgende soorten zijn bij het geslacht ingedeeld:
- Micrargus aleuticus (Holm, 1960)
- Micrargus alpinus (Relys & Weiss, 1997)
- Micrargus apertus (O. P.-Cambridge, 1871)
- Micrargus cavernicola (Wunderlich, 1995)
- Micrargus cupidon (Simon, 1913)
- Micrargus dilutus (Denis, 1948)
- Micrargus dissimilis (Denis, 1950)
- Micrargus georgescuae (Millidge, 1976)
- Micrargus herbigradus (Blackwall, 1854)
- Micrargus hokkaidoensis (Wunderlich, 1995)
- Micrargus incomtus (O. P.-Cambridge, 1872)
- Micrargus laudatus (O. P.-Cambridge, 1881)
- Micrargus longitarsus (Emerton, 1882)
- Micrargus nibeoventris (Komatsu, 1942)
- Micrargus parvus (Wunderlich, 2011)
- Micrargus pervicax (Denis, 1947)
- Micrargus subaequalis (Westring, 1851)